# جون هربرت تورنر
جون هربرت تورنر هو سياسي كندي، ولد في 7 مايو 1834، وتوفي في 9 ديسمبر 1923 في المملكة المتحدة. انتخب Premier of British Columbia ‏ (4 مارس 1895 – 8 أغسطس 1898).